# 甬江路駅
甬江路駅（ようこうろえき）は、中華人民共和国浙江省杭州市上城区富春路と甬江路の交差点に位置する杭州地下鉄4号線の駅である。将来的には18号線との乗換駅になる予定となっている。

## 歴史
- 2020年12月30日：開業[2]。

## 駅構造

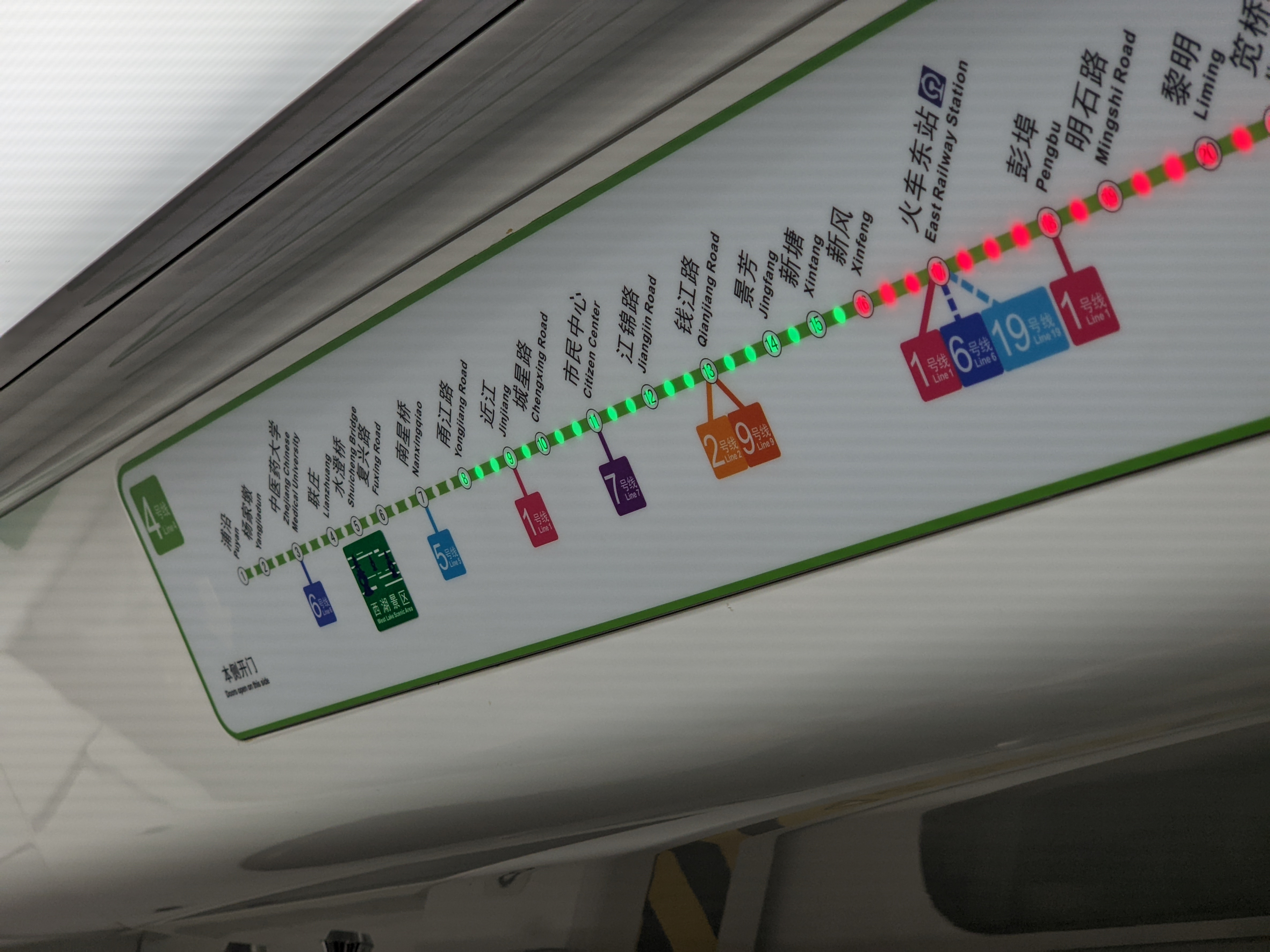
朝ラッシュ時に甬江路を終点とする列車

島式ホーム1面2線を有する地下駅。南星橋側に引き上げ線が2線ある。平日の朝ラッシュ時には、一部の列車が甬江路駅と華中南路駅の間で運転され、これらの2本の引き上げ線を利用して折り返し運転を行っています。

### のりば

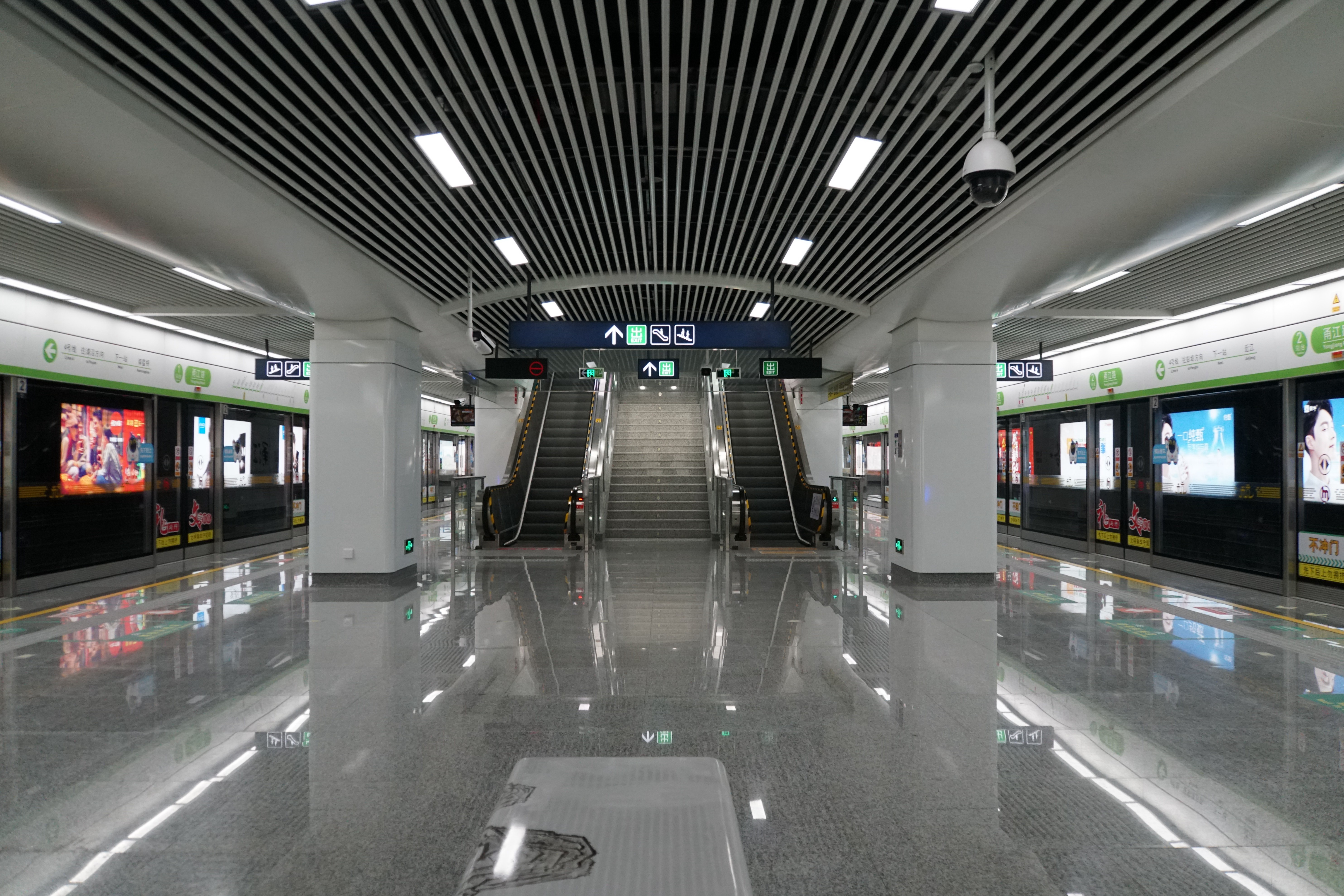
ホーム

| 路線    | 方向 | 行先                 |
| ------- | ---- | -------------------- |
| ■ 4号線 | 下り | 浦沿方面             |
| ■ 4号線 | 上り | 火車東站・池華街方面 |

（出典：杭州地下鉄:站内空间示意图）

## 駅周辺
- 杭州市全民健身中心（中国語版）
- 林風花園
- 杭州市勝利実験学校
- 米果鄰里ビル
- 浜江・銭塘印象
- 浜江・金色家園
- 水岸楓庭
- 浜江・金色海岸
- 杭州市中級人民法庭
- 新緑園
- 浜江・陽光海岸
- 浜江・藍色銭江

## 隣の駅
杭州地下鉄
■ 4号線
南星橋駅 - 甬江路駅 - 近江駅
■ 18号線（事業中）
江漢路駅 - 甬江路駅 - 莫邪塘駅